# Ninian (nome)
Ninian  è un nome proprio di persona irlandese, gaelico scozzese e inglese maschile.

## Varianti
- Inglese: Ninias[2], Ninyas[2]
  - Femminili: Niniana[2]
- Scozzese: Ninean[2]

## Origine e diffusione
È il nome di san Niniano, il vescovo britannico che evangelizzò la Scozia. "Niniano" è l'adattamento italiano della forma latina Ninianus, nome dall'origine incerta: appare per la prima volta nell'VIII secolo negli scritti di Beda, dove però occorre solo nella forma ablativa Nynia, che rappresenta forse un nome brittonico *Ninniau. A sua volta, *Ninniau potrebbe essere imparentato con il gallese Nynniaw o Nyniaw, portato dallo storico dell'VIII secolo Nennio nonché da alcuni personaggi e divinità della mitologia celtica: l'etimologia del nome gallese è anch'essa incerta, ma probabilmente deriva dalla radice celtica *nino, "cenere". 
Ninian, probabilmente tramite un errore di trascrizione, ha dato origine a Vivien, nome con cui è talvolta chiamata la Dama del Lago del ciclo arturiano.

## Onomastico
L'onomastico si festeggia il 16 settembre in memoria del già citato san Niniano, vescovo di Whithorn, detto "Apostolo della Scozia".

## Persone
- Ninian Sanderson, pilota automobilistico britannico
- Ninian Stephen, giurista e politico australiano

## Il nome nelle arti
- Ninian Fraser è un personaggio del film del 1932 Le sorprese del divorzio, diretto da Thorold Dickinson e Sinclair Hill.
- Ninian è il nome di una danzatrice mistica che ha un ruolo centrale nel gioco per Game Boy Advance Fire Emblem.